# Breathless (película)
Breathless es una película de 1983 protagonizada por Richard Gere y Valérie Kaprisky. Es un remake de la película francesa de 1960 À bout de souffle (conocida como Breathless en Inglés) y fue lanzada en Francia bajo el título A Bout de Souffle Made in USA. La película original es sobre una chica estadounidense y un criminal francés en París. El remake es sobre una chica francesa y un criminal estadounidense en Los Ángeles.
La película estuvo dirigida por Jim McBride y escrita por McBride y L. M. Kit Carson.

## Sinopsis
Jesse tiene que salir de Las Vegas rápido, y roba un auto para conducir a Los Ángeles. En el camino le dispara a un policía. Cuando llega a Los Ángeles se queda con Mónica, una chica que ha conocido durante unos días. Mientras la película progresa, la policía se acerca a él, y aumentan los delitos.

## Elenco
- Richard Gere como Jesse Lujack.
- Valérie Kaprisky como Monica Poiccard.
- Art Metrano como Birnbaum.
- John P. Ryan como el teniente Parmental
- Robert Dunn como el sargento Enright
- Lisa Persky como vendedora.
- James Hong como comerciante.
- Miguel Pinero como Carlito.

## Banda sonora
1. Bad Boy - Mink DeVille
2. High School Confidential - Jerry Lee Lewis
3. Breathless - Jerry Lee Lewis
4. Final Sunset - Brian Eno
5. Wonderful World - Sam Cooke
6. Opening - Philip Glass
7. No Me Hagas Sufrir - Ismael Quintana / Eddie Palmieri
8. Suspicious Minds - Elvis Presley
9. Wind on Wind - Brian Eno
10. Wind on Water - Brian Eno and Robert Fripp
11. Jack the Ripper - Link Wray
12. 365 is my Number / The Message - King Sunny Ade
13. Celtic Soul Brothers - Dexy's Midnight Runners
14. Message of Love - The Pretenders
15. Caca de Vaca - Joe "King" Carrasco
16. Breathless - X

## Recepción
La película recaudó $19,910,002 en los Estados Unidos.